# Барраган, Луис
Луи́с Баррага́н (Luis Barragán; 9 марта 1902 — 22 ноября 1988) — самый влиятельный мексиканский архитектор XX века.
Изначально был близок к интернациональному стилю Ле Корбюзье (которого считал учителем), но эволюционировал в сторону бескомпромиссного плоскостного минимализма при сохранении национальной специфики (яркие цвета, традиционные мексиканские материалы, изобилие фонтанов и водоёмов, массивы зелени — «эмоциональная архитектура», как определял её сам мастер). Второй архитектор, получивший Притцкеровскую премию (1980). Его собственный особняк в Мехико (1947) числится среди памятников Всемирного наследия.

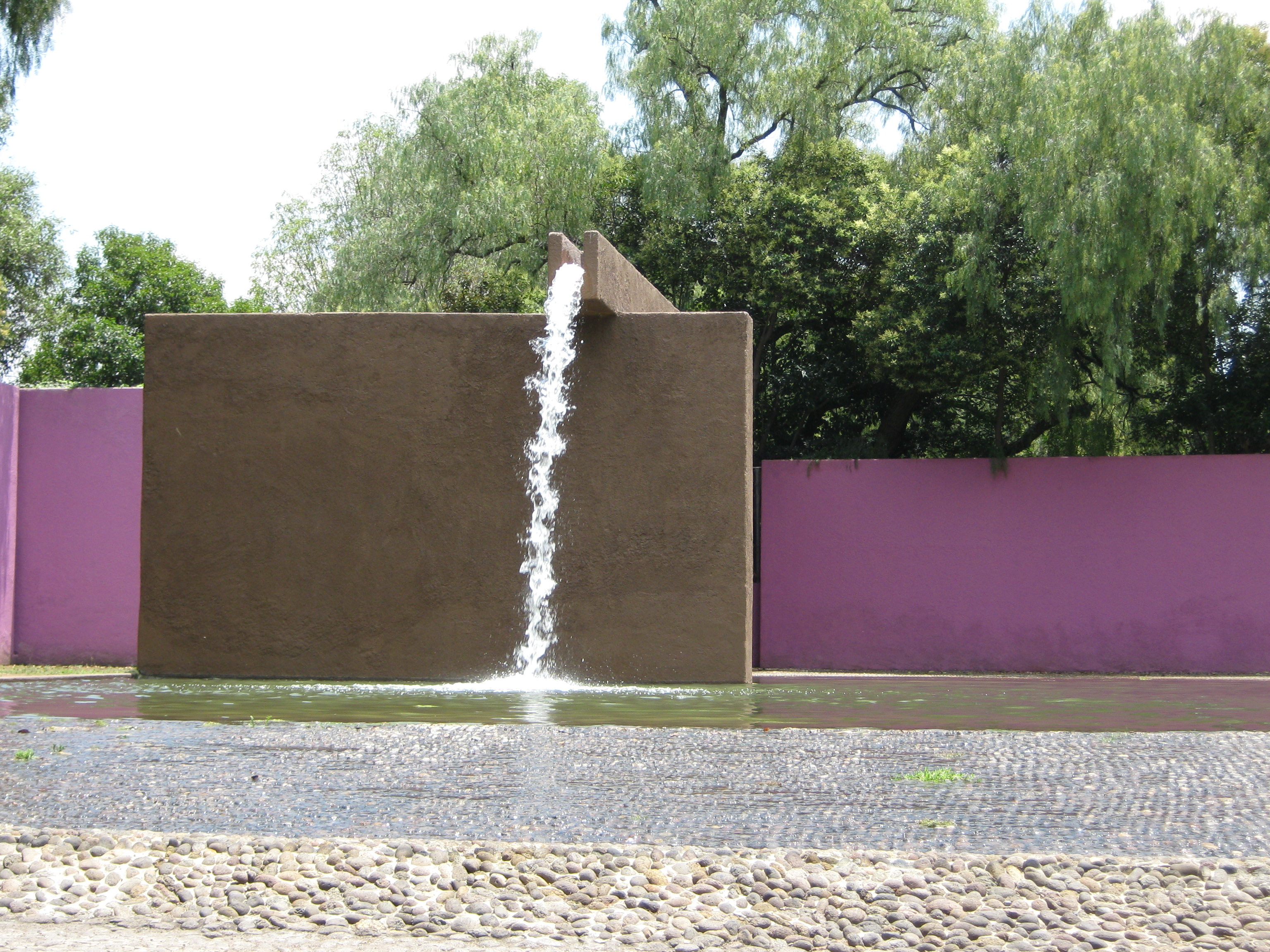
Fuente de los Amantes
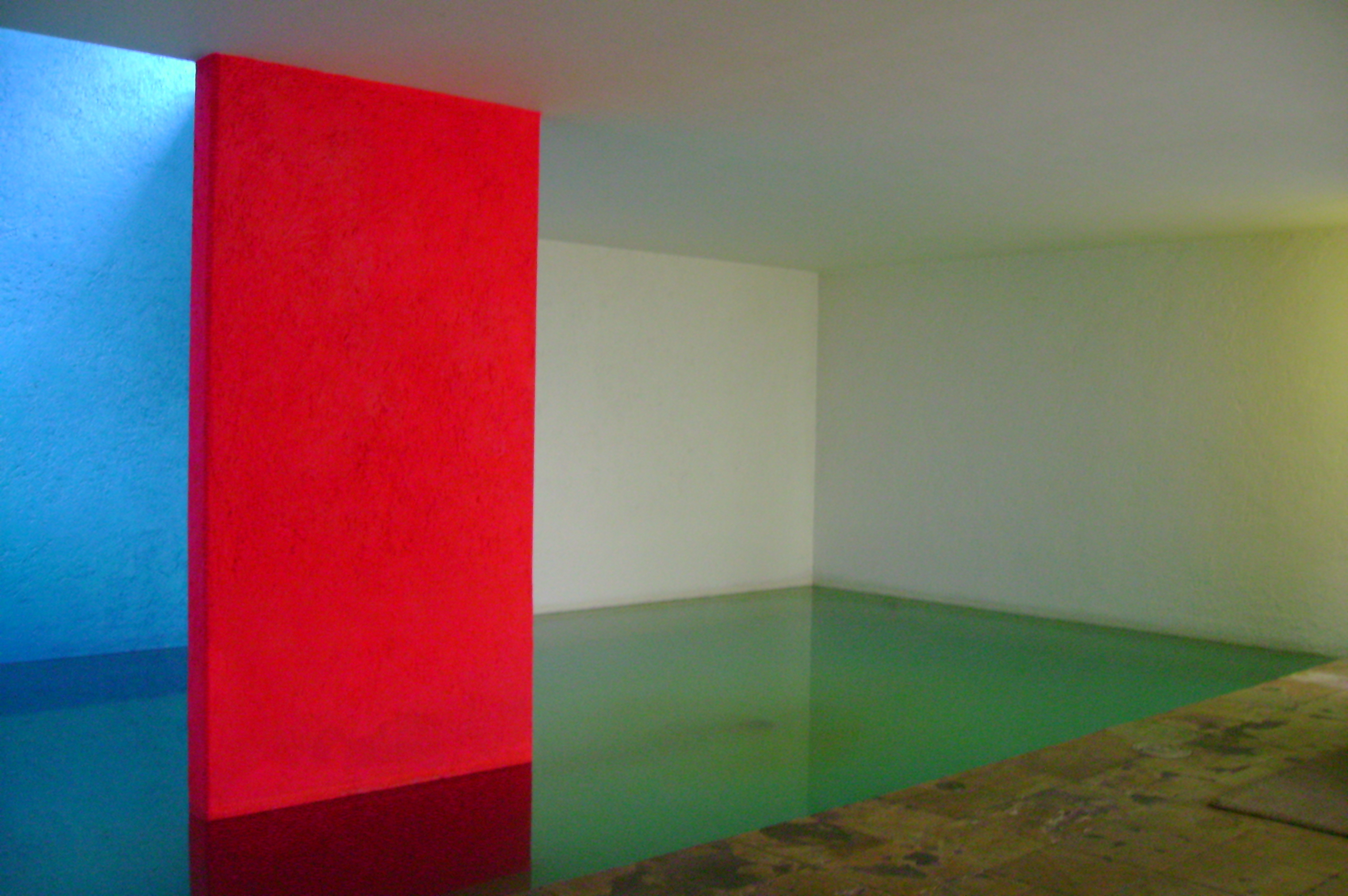
Casa Gilardi
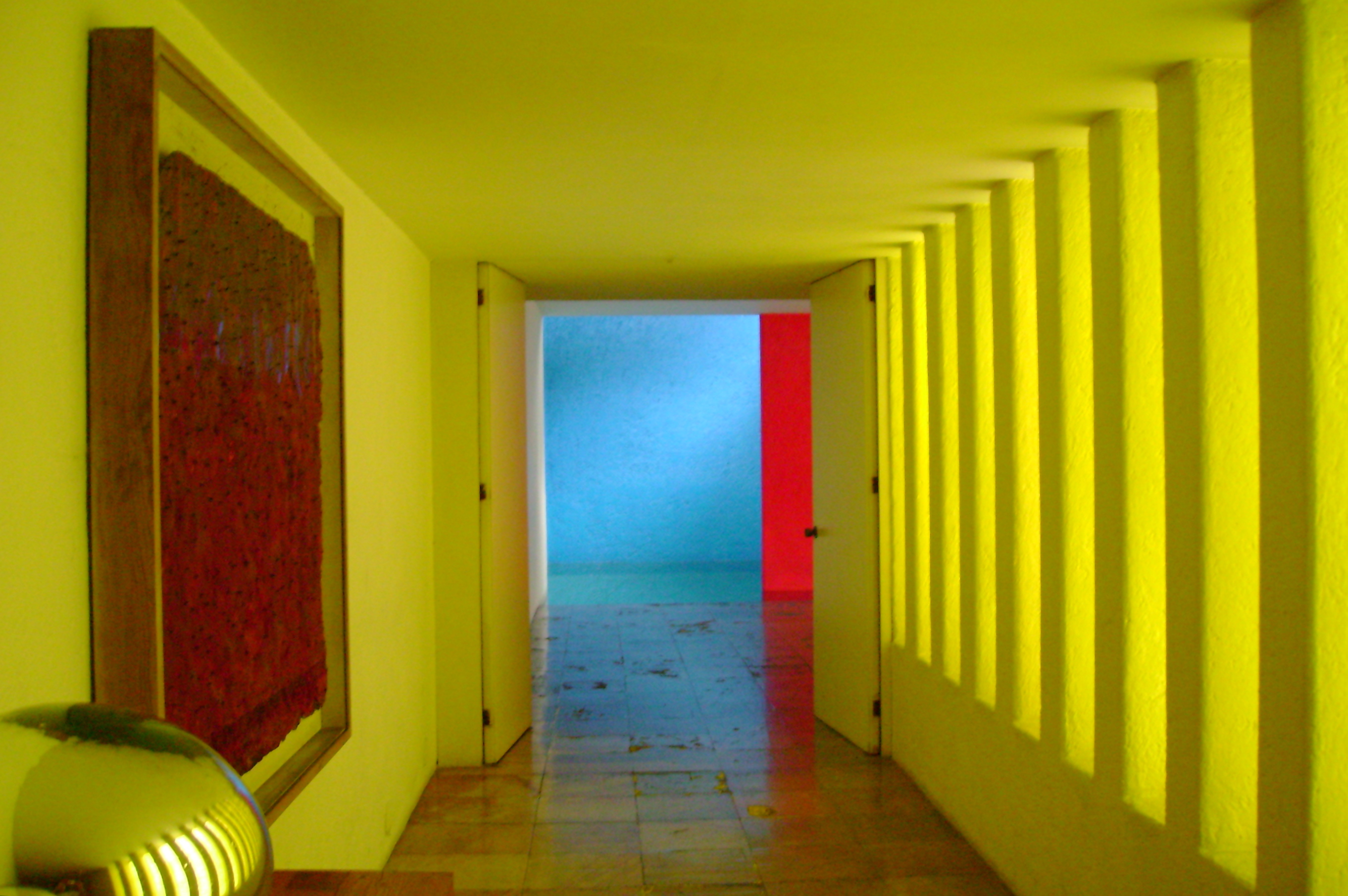
Casa Gilardi
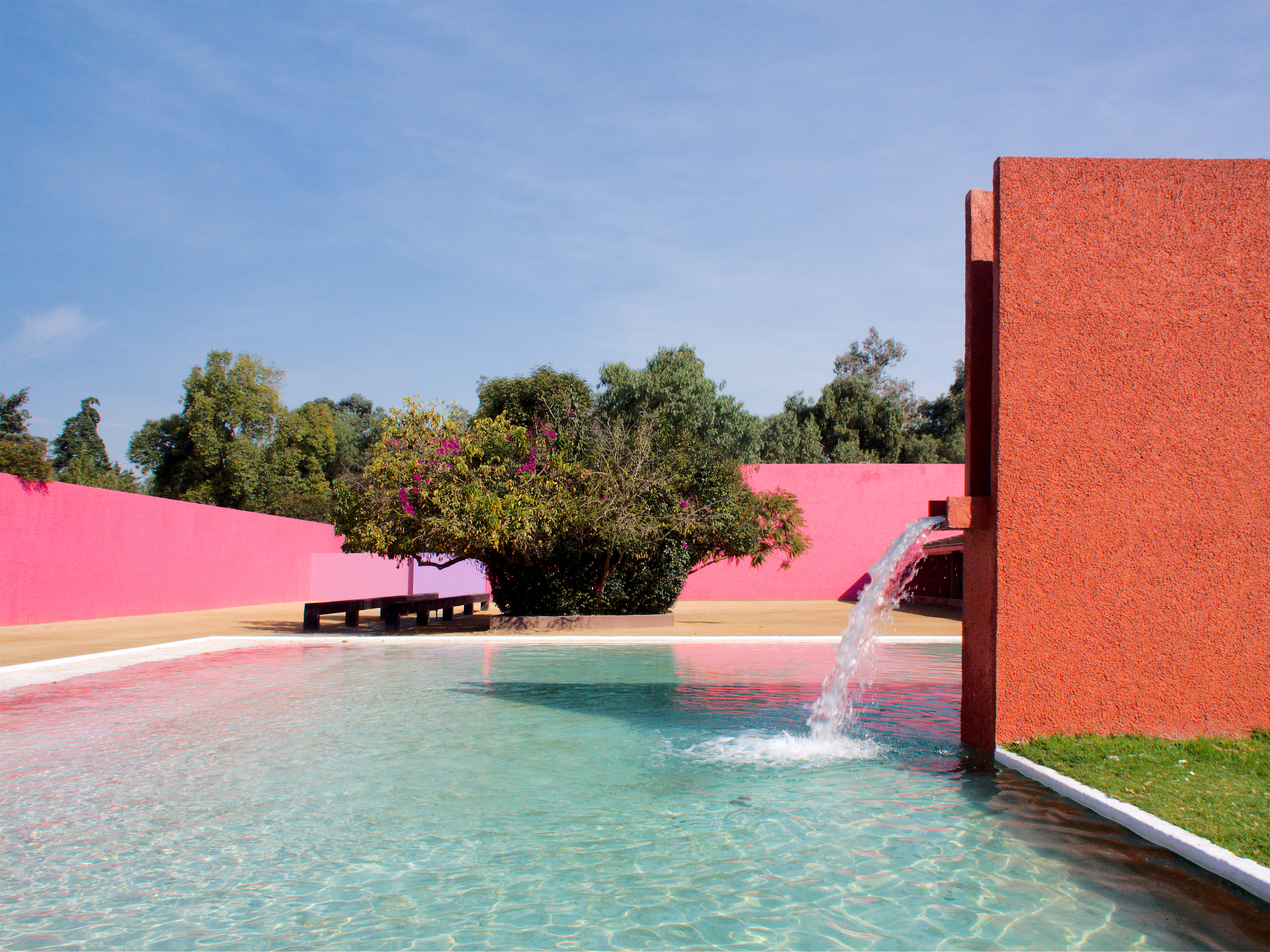
San Cristóbal Estates
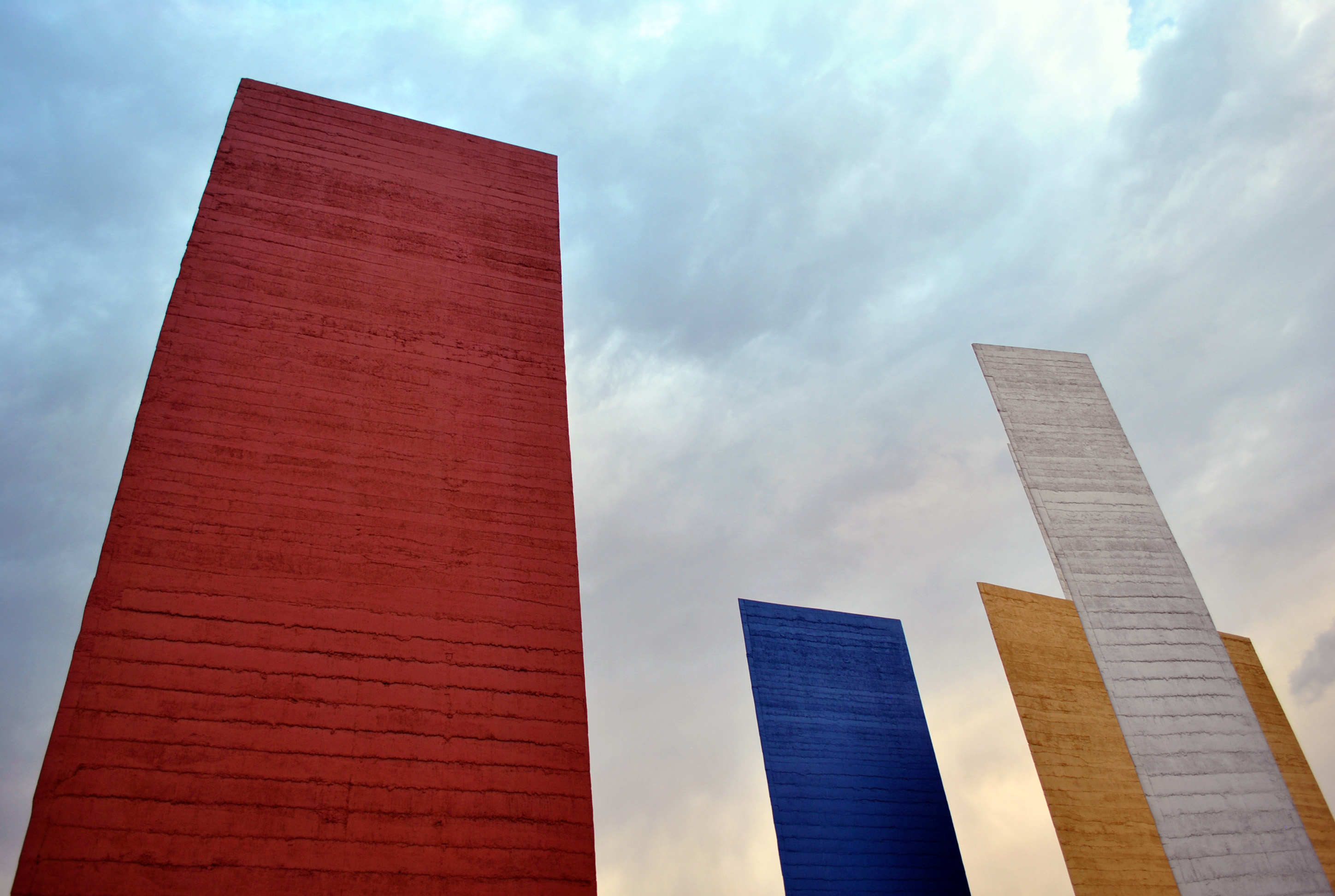
Torres de Satélite (в коллаборации со скульптором Mathias Goeritz)